# Eucalyptus grossa
Eucalyptus grossa är en myrtenväxtart som beskrevs av Ferdinand von Mueller och George Bentham. Eucalyptus grossa ingår i släktet Eucalyptus och familjen myrtenväxter. Inga underarter finns listade i Catalogue of Life.